# Elaeocarpus samari
Elaeocarpus samari är en tvåhjärtbladig växtart som beskrevs av R. Weibel. Elaeocarpus samari ingår i släktet Elaeocarpus och familjen Elaeocarpaceae. Inga underarter finns listade i Catalogue of Life.